# Varva

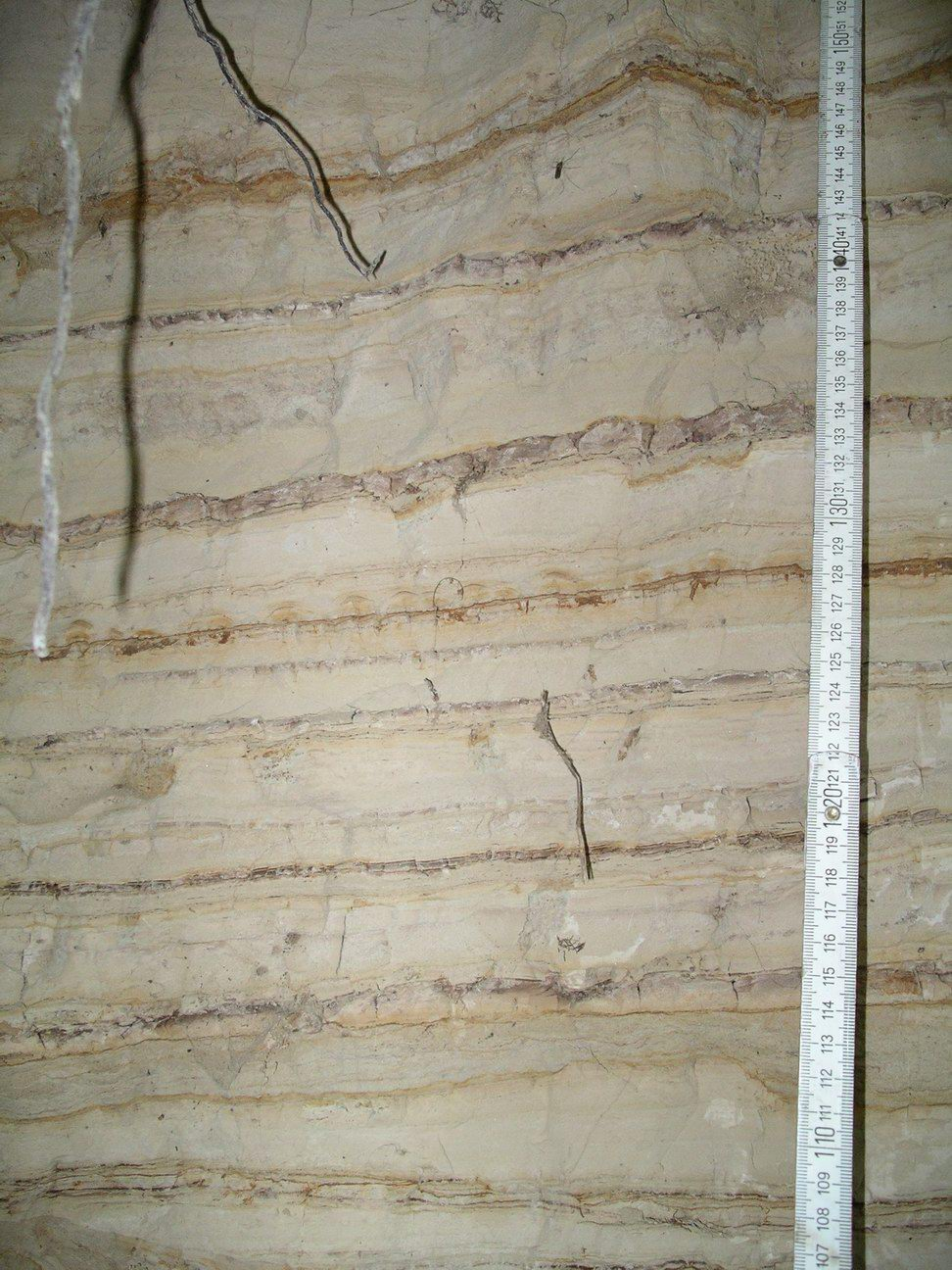
Příklad klastických varev; světlé vrstvy jsou hrubší sedimenty z léta, tmavší vrstvy byly vytvořené v zimě. Snímek pochází ze čtvrti Macherslust v Eberswalde, Brandenburg

Varva je roční vrstva sedimentu nebo sedimentární horniny.
Slovo „varva“ je odvozeno ze švédského slova varve a znamená „cyklická vrstva“. Poprvé bylo toto slovo použito Švédskou geologickou službou v roce 1862 jako „hvarfig lera“ (vrstvený jíl) při popisu pravidelně ukládaných vrstev jílů v proglaciálním prostředí na jedné z prvních geologických map Švédska. Původně byl výraz varva používán pro jednotlivé prvky roční vrstvy v sedimentech ledovcových jezer, na Geologického kongresu v roce 1910 však švédský geolog Gerard De Geer (1858–1943) navrhl novou formální definici, ve které je varvou nazvána celá vrstva usazeniny, která vznikala během jednoho roku.
Z mnoha periodických geologických jevů patří varvy k nejdůležitějším a nejilustrativnějším prostředkům k výzkumu klimatických změn. Ve stratigrafii lze ve varvách pozorovat záznamy s nejjemnějším časovým měřítkem.
Roční vrstva může být dobře viditelná, protože částice ukládané na jaře, kdy je výrazně vyšší přítok, jsou výrazně hrubější, než částice ukládané během zbytku roku. Tím vzniká každoročně dvojice vrstev – jedna hrubší a jedna jemnější. Varvy vznikají pouze ve sladké a brakické vodě, protože v normální mořské vodě dochází, díky vysokému obsahu soli, ke srážení jílu do hrubých zrn. Protože k tomuto srážení dochází celoročně, je prakticky nemožné rozeznat jednotlivé vrstvy v mořských usazeninách.

## Historie výzkumu varev
Výzkum jezerních sedimentů trvá již více, než 150 let. Přibližně ve stejnou dobu, kdy poprvé zkoumali jílovité vrstvy švédští geologové, detekovali pravidelné střídání světlých a tmavých vrstev v jezerních usazeninách A. Heim ve Švýcarsku a E. Hitchcock v Severní Americe. Trvalo však 50 let, než byl tento koncept přeměněn na užitečný nástroj pro zkoumání historických událostí, úplně odlišný od běžných stratigrafických metod. Bylo to opět ve Švédsku, kde geolog Gerard De Geer aplikoval chronologické informace uložené ve varvách jílů, které byly uloženy v blízkosti okraje ustupujících skandinávských ledovců k určení doby, která uplynula od ukončení pleistocénu. De Geer vytvořil síť míst kolem švédského baltského pobřeží a propojil je na základě odlišností v síle varev. Kromě toho, že prosadil, že termín varva začal být používán pro vrstvu usazenin za celý jeden kalendářní rok, zavedl také termín geochronologie a poprvé použil v geologii rozlišení na jednotlivé roky. Varvy byly považovány za typické usazeniny, vzniklé působením přítoku vody z tajících ledovců do proglaciálních jezer. De Geer byl přesvědčený, že síla jednotlivých varev je dána působením slunečního záření na tání ledu. Proto začal, spolu s jeho následovníky srovnávat profily varev ze Švédska s profily z Finska (M. Sauramo), Severní Ameriky (E. Antevs) a Patagonie, aby potvrdil myšlenku globální podobnosti profilů. Ukázalo se však, že tyto podobnosti na větší vzdálenost se nepotvrdily, což způsobilo, že na dlouhou dobu byl výzkum varev označen za nespolehlivá metoda datování. Nedůvěra vzrostla ještě více po objevení radiokarbonové metody datování v roce 1949.
Zájem o varvy se obnovil až v roce 1970, kdy začaly diskuse o lidském vlivu na životní prostředí (eutrofizace, acidifikace, znečištění, půdní eroze, současná změna klimatu). V rámci těchto diskusí se ukázala potřeba dat s vysokým časovým rozlišením k extrapolaci krátkodobých přímých pozorování a k určení pozaďových informací. V kombinaci s novými technikami výzkumu jader a sofistikovanějšími analytickými nástroji nabyl výzkum varev důležitost v paleoenvironmentálním výzkumu. Poprvé také došlo k výzkumu neledovcových jezer a výraz varva byl tak rozšířen na všechny sedimenty s ročními nárůsty vrstev na souši i v oceánech.
Navíc se od 80. let 20. století ukázalo, že radiokarbonová metoda datování neposkytuje chronologické záznamy odpovídající jednotlivým kalendářním rokům a je třeba je kalibrovat. Pro kalibraci radiokarbonových záznamů z holocénu lze používat dendrochronologické záznamy, ale pro pozdní dobu ledovou a dřívější období je stromů málo, nebo vůbec chybí a v tom případě hrají varvy nezastupitelnou roli. Varvy z jezerních sedimentů jsou také ideální nástroj, v kombinaci s archeologickými výzkumy, ke sledování změn využití krajiny. Díky varvám je také možno přesně datovat různé přírodní katastrofy, ohrožující společnost, jako jsou zemětřesení, erupce vulkánů, tsunami. K upřesnění procesů tvorby varvových jezerních sedimentů byly použity nové metody v kombinaci s novými technikami analýzy snímků s vysokým rozlišením. Ještě ve studii z roku 2008 jsou varvy označovány jako nespolehlivé v dlouhodobém měřítku, ovšem dalšími výzkumy v oblasti jezera Suigetsu v Japonsku se povedlo rekonstruovat záznamy až do minulosti staré 52 800 let.

## Typy varev
Varvy dělíme na následující typy

### Klastické varvy
Klastické varvy vznikají ve vodách, ve kterých dominuje usazování materiálu přineseného z povodí na dno. To se děje především u proglaciálních a vysokohorských jezer. Tam dochází v létě, kdy ledovce a ledy v okolí tají, k sedimentaci hrubých materiálů (pískové, většinou světlé), zatímco v zimě, kdy jsou většinou jezera zamrzlá, usazuje se jemný materiál, který byl rozpuštěný ve vodě.

### Evaporické varvy
Evaporické varvy mohou vznikat ve vodách v polopoušťních oblastech. Tam, dochází každoročně k tomu, že díky vypařování dochází k zvyšování koncentrace minerálů rozpuštěných ve vodě (uhličitanů, síranů, chloridů) až vzniká nasycený roztok a minerály se ukládají na dně jezera. I zde lze pozorovat pravidelný každoroční rytmus. Takovéto varvy lze pozorovat v Mrtvém moři či na solných pláních v severní Africe.

### Organogenní nebo biogeochemické varvy
Organogenní nebo biogeochemické varvy vznikají v jezerech ve vyšších zeměpisných šířkách, kde vavry představují profil životního cyklu v jezeře. Na jaře dochází k promíchání hlubokých a povrchových vod a do povrchových vod se dostane mnoho živin, na základě kterých dochází k přemnožení fytoplanktonu rozsivek na hladině. Část uhynulých řas se usazuje na dně jezera. V létě se na dně usazuje pouze minimum materiálu s ohledem to, že díky stabilním teplotám se nemíchají povrchové a hlubinné vody. Výjimkou jsou krystaly vápníku z letních řas. V zimě pak dochází k usazování jílů, které vznikají usazování z naplavenin ze spádových oblastí a tak i zde vznikají dobře identifikovatelné každoroční vrstvy. Příkladem nalezišť těchto varev je jsou maary v oblasti Eifel, nebo Belauerské jezero ve Šlesvicku-Holštýnsku.

## Odlišné názory
Zastánci kreacionismu tvrdí, že vavrové vrstvy nemohly vzniknout každoročním usazováním sedimentů. Jako důkaz uvádějí milióny zkamenělých ryb pohřbených ve varvách, výborně zachovaných na rozsáhlém území. Tyto ryby jsou celé s očima, šupinami i jinými jemnými podrobnostmi, nemohly tedy údajně vzniknout postupnými úhyny těchto ryb.